# راشد الخزاعي
راشد الخزاعي (1850 – 1957)، هو شيخ قبلي أردني ومناضل قومي وشخصية سياسية إسلامية، يعد من بين حماة حرية الأديان والرواد الأوائل لمبدأ حوار الحضارات، كما أسهم في تأسيس العديد من الحركات القومية في العالمين العربي والإسلامي، بدأ في عام 1937 ثورة عجلون من خلال تشكيل مجموعة (ثوار عجلون) العربية المناهضة للاستعمار، وكان حتى وفاته عام 1957 داعمًا للشيخ عز الدين القسام في ثورته ضد اليهود، كما قدم الدعم للثورة السورية ضد الاستعمار الفرنسي.

## نبذة تاريخية
بعد انتصار العثمانيين على المماليك في معركتي مرج دابق والريدانية وسيطرتهم على البلاد العربية، تحولت منطقة جبل عجلون إلى مركز حكم وزعامة، فبادر العثمانيون في سبيل المحافظة على الاستقرار في المنطقة بتشكيل سنجق عجلون عام 1517، وأصبحت بلدة كفرنجة هي بيت الحكم العشائري المتمثل بعائلة الفريحات الذين رسخوا زعامتهم وتوارثوها من خلال عدد من الشيوخ والأمراء. وضمن هذا السياق الذي شمل المنطقة العربية وجنوب بلاد الشام تحديدًا، ولد الشيخ والزعيم العشائري راشد الخزاعي. يذكر أن قبيلة الفريحات التي ينتمي إليها الخزاعي قد حكمت مناطق واسعة من بلاد الشام بما فيها بعض أجزاء من فلسطين والأردن إبان فترة الحكم العثماني.

## حياته

راشد الخزاعي مع أتباعه ومناصريه من القيادات والمشايخ

ولد راشد الخزاعي عام 1850 في بلدة كفرنجة الواقعة اليوم في محافظة عجلون في الأردن، ورث حكم المنطقة عشائريا من أبيه وأجداده، الذين تعاقبوا على الزعامة جيلا بعد جيل، والده هو الشيخ الخزاعي بن ضرغام بن فياض بن مصطفى بن سليم الفريحات، ووالدته هي عذراء الرواشدة، تلقى تعليمه في أساسيات القراءة والكتابة، وحفظ بعض القرآن الكريم في الكتّاب، أما التعليم الحقيقي، فقد تلقاه في ديوان والده الذي كان مقصد المحتاجين، وتعقد فيه الاجتماعات العامة، وتتخذ فيه القرارات الهامة.
حكم راشد الخزاعي منطقة الأردن وأجزاء من فلسطين حتى مدينة نابلس غرباً وذلك قبل قدوم عائلة الحسين بن علي للأردن في تلك الحقبة. كان راشد الخزاعي معارضًا للنظام الملكي الأردني منذ وصول عبد الله الأول بن الحسين إلى إمارة شرق الأردن، وساند جهود الملك عبد العزيز بن عبد الرحمن بن فيصل آل سعود في توحيد الجزيرة العربية تحت اسم المملكة العربية السعودية.
كان راشد الخزاعي زعيم سياسي مناضل ضد الاستعمار، اشتهر بمناهضته للانتداب البريطاني في بلاد الشام ودعمه للثورة الفلسطينية  والليبية في بدايات القرن العشرين، وقد قاد مباشرة حملة دعم ومناصرة لثورة عز الدين القسام في فلسطين عام 1935 م و1936 م يُشار إلى أن راشد الخزاعي كان الأمير الوحيد من بين العرب والوحيد أيضاً في كل عواصم العرب الذي وقف إلى جانب الشيخ عز الدين القسام في ثورته  والذي لجأ مرة إلى جبال عجلون مع عدد من الثوار، فقام راشد الخزاعي رفقة قبيلته بحمايتهم، وتقديم الإمدادات لهم، وعلى إثر ذلك تمت محاصرة راشد الخزاعي في الأردن، وقام عبد الله الأول بن الحسين والإنتداب البريطاني على شرق الأردن بملاحقته وقصف منطقته وقتل العديد من أنصاره، الشيء الذي دفعه إلى مغادرة الأردن إلى السعودية، وجراء ذلك انطلقت ثورة جبل عجلون في الأردن عام 1937 م.
عاصر راشد الخزاعي تأسيس الإمارة على يد الملك عبد الله الأول (1882-1951) وحتى السنوات الأولى للملك الحسين بن طلال (1935-1999). كما شهد الأمير الخزاعي أيضاً أحداث انتقال العرش إلى الملك طلال عام 1952 عقب اغتيال الملك المؤسس في أواخر أيامه حيث توفي عام 1957م.
كان راشد الخزاعي عضوًا في العديد من الحركات القومية ومنها حركة القوميين العرب وحزب الشعب الأردني الذي تشكل عام 1927م، وقد قاد الخزاعي مظاهرة إربد التي شارك بها أشخاص من مختلف أنحاء الأردن للاحتجاج على إعدام الإنكليز فؤاد حجازي وعطا الزير ومحمد خليل جمجوم في سجن عكا إثر ثورة البراق عام 1930م، كما شارك الخزاعي في المؤتمر الإسلامي في القدس، فضلا عن مشاركته في مؤتمر بلودان الذي دعا إلى استعادة وحدة سوريا الطبيعية (بلاد الشام) والذي ترأسه رئيس وزراء العراق حينها ناجي السويدي.
تزعم راشد الخزاعي حزب اللجنة التنفيذية كما ترأس المؤتمر الوطني الأردني للحركة الوطنية الأردنية الذي انعقد في 6 آب عام 1933م حيث تعرض لمحاولة اغتيال بعد انتهاء أعمال المؤتمر.

### حماية الطوائف والأديان
لعب راشد الخزاعي دوراً في العديد من الأحداث الإقليمية، ففي نهاية الدولة العثمانية، عندما اندلعت الفتنة الطائفية ذات الطابع الديني في لبنان وما حوله، قام الخزاعي رفقة الأمير عبد القادر الجزائري بإخماد حريق تلك الفتنة وووقف انتشارها، وأعلن بأن التعرض أو الاعتداء على أي مسيحي أو أي شخص من ديانة أخرى سيعتبر إعلان حرب واعتداء على شعبه، كما أكد بأنه سيكون هناك جزاء وعقاب بالمثل نتيجة تلك الفتنة المشينة، كما شدد في بيانه على احترام حرية الأديان.

المؤتمر الوطني الأول بحضور راشد الخزاعي والداعم لحق الفلسطينيين بأرض فلسطين ومقاومة الاستعمار.

استقبل الخزاعي أبناء الطوائف المسيحية من أنحاء بلاد الشام في منطقته وعمل جاهدًا على حمايتهم من أي إساءة أو قتل، ودعا إلى التعايش السلمي بين الأديان واحترام جميع المعتقدات، مما ساهم بشكل مباشر في إطفاء الفتنة التي بدأت شرارتها الأولى في بيروت وجبل لبنان ثم انتشرت بعدها في أرجاء بلاد الشام، وقد اضطر العديد من أبناء الطائفة المسيحية حينها إلى الهجرة إلى منطقة جبل عجلون طلباً لحماية الخزاعي.
نتيجة لتلك الجهود نال الخزاعي وشاح القبر المقدس في عام 1887 م، وهو أعلى وسام يمنحه بابا الفاتيكان في روما للمطارنة والكاردينالات وقد منح للمرة الوحيدة في التاريخ لمسلم، وذلك تقديراً للدور التاريخي الذي قام به الخزاعي في حماية الأديان وإرساء مبدأ حوار الحضارات ولجهوده ونضاله في حماية مسيحيي المشرق العربي والدفاع عن قضاياهم وإيوائهم، فكان أول من حصل عليه من الوطن العربي قاطبة. وكانت هناك دعوة أردنية من الفعاليات على ضرورة تذكير بابا الفاتيكان فرانسيس الأول براشد الخزاعي خلال زيارته للأردن في الرابع والعشرين من شهر أيار عام 2014م.

### حكومة عجلون
بادر راشد الخزاعي، الذي كان سنجقا دائما وأميرا لحاكمية جبل عجلون إبان الحكم العثماني، بتأسيس حكومة عجلون، في أعقاب سقوط الحكومة العربية في دمشق، بعد معركة ميسلون، لملء الفراغ السياسي في شرق الأردن، عام 1920 م، وقد عين علي نيازي التل كقائم مقام لتلك الحكومة التي لعبت دورا في حفظ النظام، وإدارة شؤون المنطقة، وعندما قدم الأمير عبد الله بن الحسين إلى عمان عام 1921 م وعمل على تأسيس إمارة شرق الأردن، انضوت هذه الحكومة تحت سلطة الحكومة المركزية في عمان، وقد عاضد راشد الخزاعي جهود تأسيس الدولة الأردنية.

### دعم الثورة السورية ضد الاستعمار الفرنسي
دعم راشد الخزاعي حركات التحرر العربية ضد الاستعمار الفرنسي أيضاً ومنها الثورة السورية خصوصًا إذ استقبل في كفرنجة مئات المناضلين السوريين الذين نزحوا من سورية اعتبارا من 25 تموز عام 1920 وقدم لهم دعم من جميع عشائر المنطقة وكل ما يلزمهم لمواصلة نضالاتهم، وباتت منطقة كفرنجة مسقط رأس راشد الخزاعي من المحطات الرئيسية لأعضاء حزب الاستقلال، في حين كان قادة الثورة السورية يعدون للثورة من منزله والذي انطلقت منه الرسائل والاتصالات إلى معظم المجاهدين السوريين، كما كانت للخزاعي علاقات مميزة وتعاون وثيق مع سلطان الأطرش وزعامات جبل لبنان عامة إضافة لدعمه للثورة الليبية ضد الاستعمار الإيطالي.

### القضية الفلسطينية وثورة القسام

وثيقة تاريخية نادرة من مجلة الصباح الصادرة في القاهرة بتاريخ التاسع والعشرين من آذار عام 1938 م بخصوص لجوء راشد الخزاعي للملك عبد العزيز آل سعود

عرف الشيخ راشد الخزاعي بدعمه المتواصل للثورة الفلسطينية، التي اندلعت عام 1935 و1936 وأمد الثورة بالمال والرجال، ووفر الحماية للمناضلين. فقبيل تشكيل إمارة شرق الأردن وقبل ظهور الحكومات المحلية، امتدت ولاية الخزاعي وأفراد قبيلته «عشيرة الفريحات» أيام الحكم العثماني لتشمل مناطق واسعة ابتداء من سهول حوران ودرعا إلى إربد، وعجلون، وجرش، وحتى مدينة نابلس غربا، ما دفع راشد الخزاعي لدعم الثورة الفلسطينية حيث كان يوفر الحماية المباشرة للثوار الفلسطينيين وزعاماتهم في جبال عجلون ويمدهم بالمؤن والسلاح من خلال منطقة تسمى مخاضة كريمة بالقرب من عجلون فضلاً عن لقاءاته المباشرة مع أمين الحسيني وقيادات فلسطينية وزعماء آل جرار وآل عبد الهادي وعز الدين القسام وكذا تموليه المباشر بالسلاح والأموال للثوار الفلسطينيين عبر الوسطاء، بالإضافة لقيام راشد الخزاعي بزيارات متعددة لفلسطين هذه الزيارات التي كان يرافقه بها مناضلون أردنيون يرسلهم للقتال في فلسطين تحت إمرة الثورة الفلسطينية مباشرة.
كما أستقبل راشد الخزاعي مناضلين فلسطينيين مطاردين من اليهود والانتداب البريطاني وأخفاهم في الأردن عند كثير من العشائر الأردنية. وقدم الدعم للقسام. الذي أنشأ وحدات تنظيمية متعددة ومتخصصة من أجل دعم جهود المقاومة، وعمل على ربط اتصالات سياسية مع الأمير راشد الخزاعي من شرق الأردن والملك فيصل في سورية وأمين الحسيني مفتي فلسطين الأكبر. فأمد القسام ورجاله بالمال والسلاح والمأمن، واستقبلت جرود عجلون الثوار فكان الأمير راشد الخزاعي من أوائل االمناصرين لثورة عز الدين القسام والذي لجأ لفترة وجيزة إلى جبال عجلون مع عدد من الثوار، وكانوا في حماية راشد الخزاعي، استمر راشد الخزاعي بدعم القسام ومعارضة الملك عبد الله الأول والانتداب البريطاني مما أدى به إلى مواجهة مباشرة مع النظام الأردني والانتداب البريطاني الذي حاول تصفية الخزاعي بقصف مواقعه وقتل كثير من الثوار الأردنيين الموالين له في ذلك الوقت مما اضطره بعدها إلى مغادرة الأراضي الأردنية إلى السعودية. وجراء ذلك انطلقت ثورة جبل عجلون عام 1937 ضد الملك عبد الله الأول ونظامه الملكي في الأردن.

### ثورة عجلون ومقاومة الانتداب البريطاني

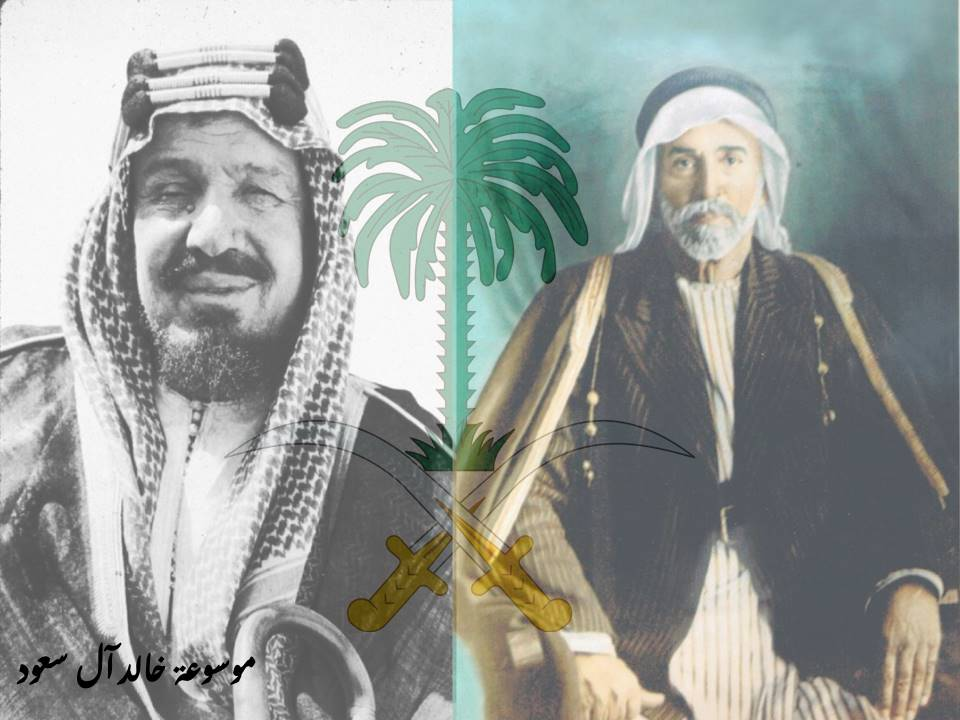
صورة توضح العلاقات السياسية والتاريخية بين الملك عبد العزيز آل سعود والأمير المناضل راشد الخزاعي

كنتيجة مباشرة لدعم ثورة عز الدين القسام وتحت سياسة الضغط والإرهاق من قبل الانتداب البريطاني وأعوانه في إمارة شرق الأردن، إضطر راشد الخزاعي ومجموعة من رفاقه من مشايخ وزعامات الأردن عام 1937 م إلى مغادرة الأراضي الأردنية إلى الحجاز حيث عاش الخزاعي لعدة سنوات في ضيافة عبد العزيز بن عبد الرحمن آل سعود، ومن خلال وجوده في الأراضي الحجازية استمر الأمير في قيادة وتوجيه أتباعه والموالين لفكره النضالي برغم صعوبة الاتصال في ذلك الوقت وعلى فور انتشار خبر لجوء راشد الخزاعي إلى الديار السعودية انطلقت عدة ثورات شعبية في الأردن سميت ب «ثورة عجلون» قام بها مجموعة من الموالين له وقاموا بتفجير أنابيب النفط القادمة من العراق لفلسطين مروراً بالأراضي الأردنية والتي كانت تابعة للانتداب البريطاني في ذلك الوقت وقد اعتمد الثوار على أسلوب حرب العصابات كوسيلة ضغط على الانتداب البريطاني وأعوانه للقبول بعودة راشد الخزاعي ورفاقه للأراضي الأردنية، كما تدخلت العديد من الزعامات والقوى العشائرية الأردنية التي كانت ترتبط بعلاقات وثيقة مع الخزاعي أمثال الشيخ الراحل مثقال الفايز زعيم عشائر بني صخر والشيخ حديثة الخريشا من مشايخ بني صخر والمعروف بمواقفه الداعمة للثورة الفلسطينية والمساندة للأمير راشد الخزاعي، للمطالبة بعودته، وقد شارك في استقباله ورفاقه حين قدومهم من الحجاز مجموعة من القوميين والثوار العرب وكانت تلك اللحظة نقطة تحول في التاريخ السياسي الأردني.

### علاقاته بالملك عبد العزيز آل سعود

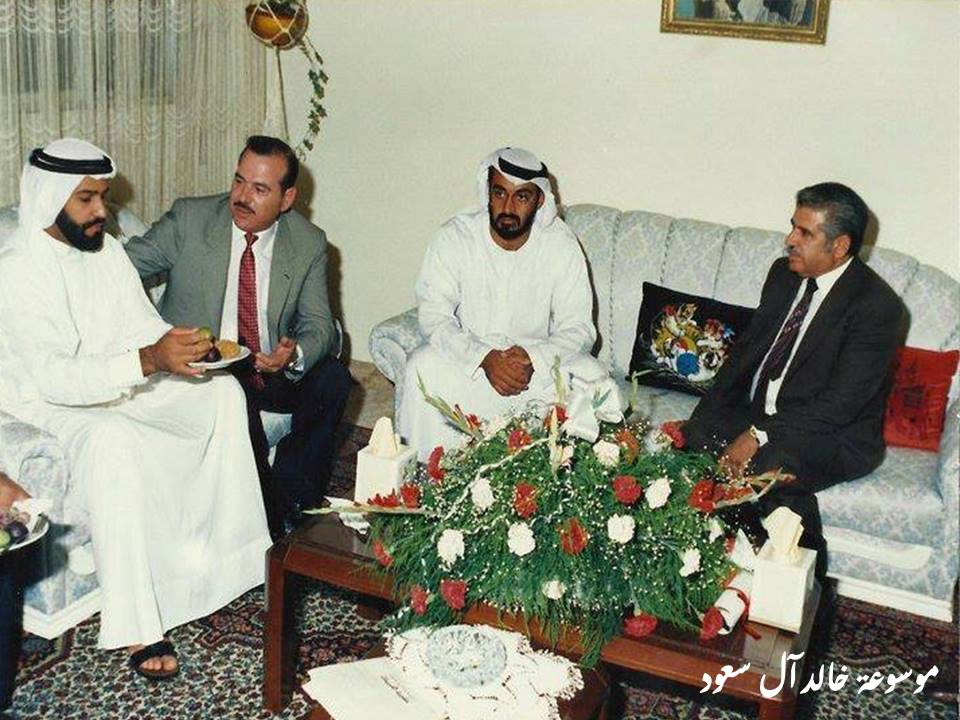
زيارة ولي عهد أبوظبي الشيخ محمد بن زايد آل نهيان عام 1989 للشيخ حسان راشد الخزاعي في منزله في عمان وهو أحد أبناء راشد الخزاعي

كانت للملك عبد العزيز بن عبد الرحمن آل سعود علاقات وطيدة مع راشد الخزاعي (1850 م-1957 م)، فقد دعم راشد الخزاعي دعما مباشرا من خلال احتضانه ومنحه الحماية لأسرته وأتباعه الشيوخ واستضافته لعدة سنوات منذ عام 1937 م وذلك استمرار لمساندته له في دعمه لثورة عز الدين القسام في فلسطين عام 1935 م، كما دعم راشد الخزاعي بدوره جهود الملك عبد العزيز بن عبد الرحمن آل سعود في توحيد الجزيرة العربية.

### البعد القومي للخزاعي وثورته في عام 1937 م
إتخذت ثورة راشد الخزاعي في عام 1937 م بُعداً قومياً واضحاً وكانت تلك الثورة تعبيرا عن هموم من هم «شرقي الشريعة - نهر الأردن» وارتباطهم التاريخي والقومي والوحدوي في الدم والقرابة والمصاهرة والتحالف والتداخل مع من هم «غربي الشريعة» وهم الشعب الفلسطيني حيث كان يواجه أولى تدابير المؤامرة على ارضه الأمر الذي دفع براشد الخزاعي مع مجموعة من رجالاته وأسرته إلى طلب اللجوء السياسي عند الملك عبد العزيز بن عبد الرحمن آل سعود ملك السعودية.
عُقد المؤتمر الوطني الأول عام 1928 م بزعامة راشد الخزاعي والذي كان وراء فكرة المؤتمر الوطني الأردني وتأسيسه بهدف رفض إعطاء فلسطين لليهود ومقاومة الخونة في شرق الأردن وفلسطين والعالم العربي ومقاومة القيادات العربية التي اتهمت بالتخلي عن فلسطين بكل الوسائل، حيث قام راشد الخزاعي بفضح ومحاربة وتصفية عملاء وسماسرة الوكالة اليهودية في شرق الأردن والذين قاموا للأسف ببيع أراضي أردنية في ذلك الوقت لحساب الوكالة اليهودية وهذا مثبوت رسميا برغم اخفائه.
من المقولات المأثورة للأمير الراحل راشد الخزاعي:«نحتج بكل قوانا على أقل تقسيم يمس البلاد العربية ونحن متهيئون للدفاع عنها».

### نتائج نضاله

شاعر الأردن مصطفى وهبي التل يلقي كلمة وقصيدة بحضرة راشد الخزاعي

كان لمواقف راشد الخزاعي وتحركاته السياسية والنضالية، ومشاركته في المؤتمر الوطني الأردني العام، ودعمه للثوار نتائج وخيمة، حيث بلغت الحكومة الأردنية في ذلك الوقت معلومات بأن هنالك اتصالات وعلاقة بين راشد الخزاعي والثورة في فلسطين ، فاعتقل مع كل من سالم الهنداوي وأحمد الروسان وتم نفيهم إلى العقبة ولجأ راشد الخزاعي منها للسعودية  وقد غادر البلاد لفترة من الزمن، وأقام في الحجاز حتى تمكن من العودة، واستقبل لدى عودته إلى بلدته كفرنجة، التي أقام فيها حتى وافته المنية فيها، وكان ذلك عام 1957 م.
يُعتقد أنه كان هناك تغييب كبير وإخفاء كثير من المعلومات الخاصة بتاريخ راشد الخزاعي وقبيلة الفريحات ودورها المحوري الذي كان في التاريخ السياسي الأردني القديم بسبب ومواقفه الجريئة والنضالية وضرباته الموجهة ضد الاستعمار والانتداب البريطاني في بلاد الشام بالإضافة لمعارضته السياسية العلنية إبان إنشاء إمارة شرق الأردن ودوره الرئيسي في دعم الثورة الفلسطينية 

## وفاته
إعتزل العمل السياسي حين كبر في السن وقارب على المئة عام من عمره، انشغل بالأدوار الاجتماعية وفي إصلاح ذات البين والقضاء العشائري واستمر في عمله حتى وافاه الأجل في كفرنجة مسقط رأسه عام 1957.

## حياته الخاصة

### نسبه
هو راشد ابن الخزاعي بن درغام بن فياض بن مصطفى بن سليم من أمراء ومشايخ قبيلة الفريحات، وهي من قبائل بلاد الشام. كان سلفه من أمراء قبيلة الفريحات قد حكموا تلك المنطقة إبان الحكم العثماني لبلاد الشام الأمر الذي رشحه ليصبح من أهم شيوخ جبل عجلون الذين حكموا إمارة شرق الأردن خلال فترة الحكم العثماني.
يعود نسبه إلى بني عوف أمراء عجلون من زمن صلاح الدين الأيوبي، والمنحدرين من قضاعة الأردن التي كانت من بين أقوى قبائل الأردن فمنها الملوك الضجاعمة الذين حكموا الأردن قبل الغساسنة وكانت جرش عاصمة مملكتهم.

### عائلته وأبناؤه
تزوج راشد الخزاعي من أربعة نساء:
- الأولى خزنة المومني، توفيت ولم تنجب أبناء.[22]
- الثانية يقال لها بنت طراد من بلدة عرجان، أنجبت ولدين هما: محمد وفهدـ توفيا ولم يعقبا.[22]
- الثالثة من رفقه الحسن (توفيت سنة 1928) وهي بنت الشيخ حسن البركات (شيخ عشيرة الفريحات وشيخ جبل عجلون لمدة تزيد عن 15 عاما بتفويض من السلطات العثمانية ) وكان لها دور كبير في استمرارية زعامة راشد وإجماع العشيرة عليه حتى وفاته، كانت رفقه متعلمة تتقن القراءة والكتابة وتنضم الشعر، أنجبت ستة أبناء: (فوزي، لطفي، شفيق، محمود، فواز، فايز).[22]
- الرابعة وآخر زوجاته بهيرة بنت محمد صالح الصمادي العجلوني،[22] وكانت متزوجة قبل الخزاعي رجلا سوريا من آل الملقي، ولديها من زوجها السابق ولد اسمه (حسني) وبنت اسمها ( وصال ) تبناهما راشد الخزاعي وجعلهما كأبنائه. أنجبت بهيرة الصمادي خمسة أبناء (رفيق، وفيق، فائق، حسان، إحسان).[10]

## في الأدب والثقافة
ديوان الرُباعيات الراشدية، للشاعر محمود عبده فريحات صدر في عمان 2009 وهو ديوان شعر منشور بالعربية الفصحى. استهل الشاعر مطلع ديوانه بأبيات جاء فيها:
- كيف بطن القبر يتّسع لذلك الرجل؟ لذلك الجبل؟
- والحق الحق: كم قبورٍ تطهّر الأرض طهراً؛
- وبيوتٍ تلطّخ الظهر عارا،
- أراشدُ لو نسيتُ ربيع عمري،
- فلن أنساك يا فخر الرجال.

## في الإعلام
وثائقي مرئي من قناة (حياة أف أم) الإعلامية خاص بتاريخ الأمير راشد الخزاعي بعنوان (منارات صنعت المئوية-راشد الخزاعي).

## روابط خارجية
- قناة المملكة - يوتيوب: حلقة خاصة عن راشد الخزاعي ودوره في تأسيس الدولة الأردنية والتي بثتها قناة المملكة وهي قناة معتمدة رسميا من الحكومة الأردنية.
- المركز الفلسطيني للإعلام: ما نشره الموقع الرسمي للمركز الفلسطيني للإعلام التابع للسلطة الفلسطينية عن دور الأمير راشد الخزاعي في نصرة القضية الفلسطينية
- أخبار فلسطين: في ذكرى استشهاده الـ 75.. نداء عز الدين القسام بالجهاد لا زال صادحاً في فلسطين.
- البيانوني لـ«قدس برس»: استشهاد القسام على أرض فلسطين يؤكد أن معركة الأمة واحدة.

## قراءة إضافية
- الشيخ عزالدين القسام قائد حركة وشهيد قضية، حسني جرّار، دار الضياء للنشر والتوزيع، عمان، طبعة أولى، 1989.
- موسوعة السياسة، د.عبد الوهاب الكيالي وآخرون، المؤسسة العربية للدراسات والنشر، بيروت، طبعة ثانية،1990 ج4 ص (101ـ 103).
- إمارة شرقي الأردن: نشأتها وتطورها في ربع قرن، سليمان موسى، منشورات لجنة تاريخ الأردن، ط 1 1990، عمان- المملكة الأردنية الهاشمية، وثائق عثمانية